# San Servolo-sziget

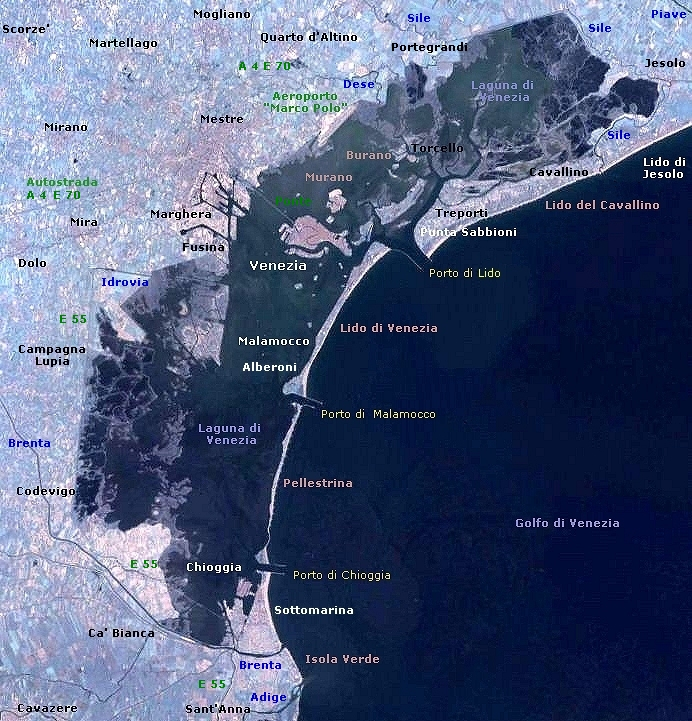
A Velencei-lagúna szigetei

San Servolo (velencei nyelven San Sèrvoło) a Velencei-lagúna egyik szigete a San Giorgio Maggiore-sziget közelében. Velencei neve San Servilio az isztriai mártírra emlékezve. Az  ’Orfano, a San Nicolò és a Lazzaretto csatornák között helyezkedik el; területe 4,82 hektár, ebből kert 3,8 hektár. Közigazgatásilag a városhoz tartozik.

## Nevezetességei

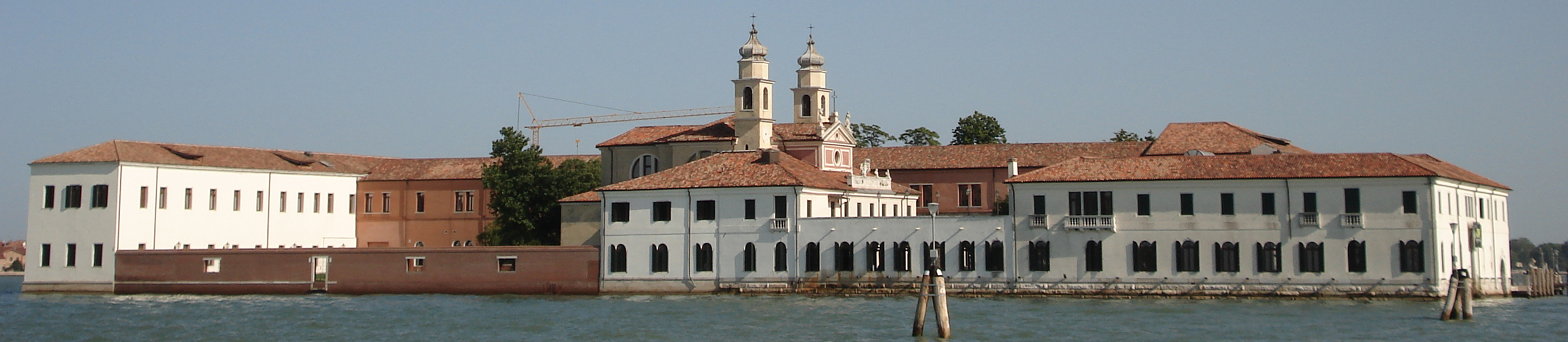
San Servolo

A hajdani bencés kolostor
Ezen a szigeten működött Velence legjelentősebb bencés kolostora, melyet a 9. században alapítottak. A kolostor vallási centrummá vált a középkorban. A 18. században átépítették, később kórház lett belőle, mígnem 1980 óta alapítvány. Az Európa Tanács intézményeként (Centro Europeo di Venezia per i Mestieri della Conservazione del Patrimonio Architettonico) restaurátorok képzése folyik az egykori egyházi épületben. 2005 óta a Centro Europeo Thiene városában, a Villa Fabrisban folyik.

## Fordítás
- Ez a szócikk részben vagy egészben  a   San Servolo című olasz Wikipédia-szócikk fordításán alapul.  Az eredeti cikk szerkesztőit annak laptörténete sorolja fel. Ez a jelzés csupán a megfogalmazás eredetét és a szerzői jogokat jelzi, nem szolgál a cikkben szereplő információk forrásmegjelöléseként.

## Külső hivatkozások
- San Servolo hivatalos portál
- Információk a lagúnáról
- MILVa – Interaktív térkép a Velencei lagúnáról
- Comune di Venezia – Tematikus kartográfia Velence lagúnájáról
- Archív felvételek a Velencei lagúnáról
- Velence Nemzetközi Egyetem